# Guglielmo IV d'Assia-Kassel
Guglielmo IV d'Assia-Kassel, detto anche Guglielmo il Saggio (Kassel, 24 giugno 1532 – Kassel, 25 agosto 1592), fu il primo langravio d'Assia-Kassel e il fondatore di questa dinastia, che ancora oggi sopravvive.

## Biografia
Era il figlio maggiore del langravio Filippo I d'Assia e di Cristina di Sassonia. Alla morte del padre, nel 1567, i territori dell'Assia vennero divisi tra i quattro figli nati dal primo matrimonio del langravio Filippo e Guglielmo ricevette la porzione attorno alla capitale, Kassel.
Prese parte agli scontri per la salvaguardia del luteranesimo e fu instancabile nei suoi sforzi per unire le differenti fazioni del protestantesimo contro i cattolici, ma fu riluttante nell'uso della forza militare in questo conflitto.
Come amministratore dei propri territori emise numerose ordinanze, nominò ufficiali speciali e risollevò le proprie finanze. Col diritto di primogenitura egli assicurò le proprie terre contro future divisioni testamentarie.

## Lavori astronomici
Viene comunemente ricordato come patrono delle arti e delle scienze. Durante la giovinezza, entrò in amicizia con molti dei suoi compagni di studi, amicizie che mantenne anche quando divenne reggente. Fu un pioniere della ricerca astronomica e chiamò a corte il famoso astronomo Tycho Brahe, che dotò l'osservatorio di Kassel di preziosi strumenti a partire dal 1584.
Il frutto principale delle sue osservazioni fu la catalogazione di un centinaio di stelle, e l'individuazione della longitudine e latitudine del pianeta Venere.
Il Catalogo delle stelle d'Assia venne pubblicato nella Historia coelestis di Lucius Barettus (Augusta, 1668), e un gran numero di sue osservazioni si possono trovare nel Coeli et siderum in eo errantium observationes Hassiacae (Leiden, 1618), edito da Willebrord Snell. R. Wolf, nella sua Astronomische Mittheilungen, N° 45 (Vierteljahrsschrift der naturforschenden Gesellschaft in Zurich, 1878).

## Matrimonio
Sposò, l'11 febbraio 1566, Sabina di Württemberg, figlia del duca Cristoforo di Württemberg. Ebbero undici figli:
1. Anna Maria (27 gennaio 1567 – 21 novembre 1626), sposò il conte Luigi II di Nassau-Weilburg;
2. Edvige (30 giugno 1569 – 7 luglio 1644), sposò il conte Ernesto di Holstein-Schauenburg;
3. Agnese (30 giugno – 5 settembre 1569);
4. Sofia (10 giugno 1571 – 18 gennaio 1616);
5. Maurizio (25 maggio 1572 – 15 marzo 1632);
6. Sabina (12 maggio – 29 novembre 1573);
7. Sidonia (29 giugno 1574 – 4 aprile 1575);
8. Cristiano (14 ottobre 1575 – 9 novembre 1578);
9. Elisabetta (11 maggio 1577 – 25 novembre 1578);
10. Cristina (19 ottobre 1578 - 19 agosto 1658), sposò il duca Giovanni Ernesto di Sassonia-Eisenach;
11. Giuliana (nata e morta il 9 febbraio 1581).

Inoltre, Guglielmo IV ebbe molti figli illegittimi, tra i quali il suo prediletto fu Filippo di Cornberg (1553-1616), avuto da Elisabetta di Wallenstein, che venne creato nobile dal padre e divenne antenato degli attuali baroni di Cornberg.

## Morte
Guglielmo IV morì nel 1592, gli successe il figlio Maurizio, che introdusse il calvinismo nell'Assia-Kassel.

## Ascendenza
|                              |                         |                                   | Genitori                          |  |  | Nonni |  |  | Bisnonni              |  |  | Trisnonni           |  |
|                              |                         |                                   |                                   |  |  |       |  |  | Ludovico II il Franco |  |  | Ludovico I di Assia |  |
|                              |                         |                                   |                                   |  |  |       |  |  | Ludovico II il Franco |  |  | Ludovico I di Assia |  |
|                              |                         | Anna di Sassonia                  |                                   |  |  |       |  |  | Ludovico II il Franco |  |  |                     |  |
| Guglielmo II d'Assia         |                         |                                   |                                   |  |  |       |  |  | Ludovico II il Franco |  |  |                     |  |
|                              |                         | Matilde di Württemberg            | Ludovico I di Württemberg-Urach   |  |  |       |  |  |                       |  |  |                     |  |
|                              |                         | Matilde di Württemberg            | Ludovico I di Württemberg-Urach   |  |  |       |  |  |                       |  |  |                     |  |
|                              |                         | Matilde di Württemberg            | Matilde del Palatinato            |  |  |       |  |  |                       |  |  |                     |  |
| Filippo I d'Assia            |                         | Matilde di Württemberg            |                                   |  |  |       |  |  |                       |  |  |                     |  |
|                              |                         | Magnus II di Meclemburgo-Schwerin | Enrico IV di Meclemburgo-Schwerin |  |  |       |  |  |                       |  |  |                     |  |
|                              |                         | Magnus II di Meclemburgo-Schwerin | Enrico IV di Meclemburgo-Schwerin |  |  |       |  |  |                       |  |  |                     |  |
|                              |                         | Magnus II di Meclemburgo-Schwerin | Dorotea di Brandeburgo            |  |  |       |  |  |                       |  |  |                     |  |
| Anna di Meclemburgo-Schwerin |                         | Magnus II di Meclemburgo-Schwerin |                                   |  |  |       |  |  |                       |  |  |                     |  |
|                              |                         | Sofia di Pomerania-Wolgast        | Eric II di Pomerania-Wolgast      |  |  |       |  |  |                       |  |  |                     |  |
|                              |                         | Sofia di Pomerania-Wolgast        | Eric II di Pomerania-Wolgast      |  |  |       |  |  |                       |  |  |                     |  |
|                              |                         | Sofia di Pomerania-Wolgast        | Sofia di Pomerania-Stolp          |  |  |       |  |  |                       |  |  |                     |  |
| Guglielmo IV d'Assia-Kassel  |                         | Sofia di Pomerania-Wolgast        |                                   |  |  |       |  |  |                       |  |  |                     |  |
|                              | Alberto III di Sassonia | Federico II di Sassonia           |                                   |  |  |       |  |  |                       |  |  |                     |  |
|                              | Alberto III di Sassonia | Federico II di Sassonia           |                                   |  |  |       |  |  |                       |  |  |                     |  |
|                              | Alberto III di Sassonia | Margherita d'Austria              |                                   |  |  |       |  |  |                       |  |  |                     |  |
| Giorgio di Sassonia          | Alberto III di Sassonia |                                   |                                   |  |  |       |  |  |                       |  |  |                     |  |
|                              |                         | Sidonia di Boemia                 | Giorgio di Boemia                 |  |  |       |  |  |                       |  |  |                     |  |
|                              |                         | Sidonia di Boemia                 | Giorgio di Boemia                 |  |  |       |  |  |                       |  |  |                     |  |
|                              |                         | Sidonia di Boemia                 | Cunegonda di Sternberg            |  |  |       |  |  |                       |  |  |                     |  |
| Cristina di Sassonia         |                         | Sidonia di Boemia                 |                                   |  |  |       |  |  |                       |  |  |                     |  |
|                              |                         | Casimiro IV di Polonia            | Ladislao II Jagellone             |  |  |       |  |  |                       |  |  |                     |  |
|                              |                         | Casimiro IV di Polonia            | Ladislao II Jagellone             |  |  |       |  |  |                       |  |  |                     |  |
|                              |                         | Casimiro IV di Polonia            | Sofia Alšėniškė                   |  |  |       |  |  |                       |  |  |                     |  |
| Barbara Jagellona            |                         | Casimiro IV di Polonia            |                                   |  |  |       |  |  |                       |  |  |                     |  |
|                              |                         | Elisabetta d'Asburgo              | Alberto II d'Asburgo              |  |  |       |  |  |                       |  |  |                     |  |
|                              |                         | Elisabetta d'Asburgo              | Alberto II d'Asburgo              |  |  |       |  |  |                       |  |  |                     |  |
|                              |                         | Elisabetta d'Asburgo              | Elisabetta di Lussemburgo         |  |  |       |  |  |                       |  |  |                     |  |
|                              |                         | Elisabetta d'Asburgo              |                                   |  |  |       |  |  |                       |  |  |                     |  |